# Platynaspidius maculosa
Platynaspidius maculosa is een keversoort uit de familie lieveheersbeestjes (Coccinellidae). De wetenschappelijke naam van de soort is voor het eerst geldig gepubliceerd in 1910 door Weise.